# Ольшанка (Вишковський повіт)
Ольшанка (пол. Olszanka) — село в Польщі, у гміні Вишкув Вишковського повіту Мазовецького воєводства.
Населення — 399 осіб (2011).
У 1975-1998 роках село належало до Остроленцького воєводства.

## Демографія
Демографічна структура станом на 31 березня 2011 року:
|          | Загалом | Допрацездатний вік | Працездатний вік | Постпрацездатний вік |
| -------- | ------- | ------------------ | ---------------- | -------------------- |
| Чоловіки | 199     | 49                 | 130              | 20                   |
| Жінки    | 200     | 40                 | 115              | 45                   |
| Разом    | 399     | 89                 | 245              | 65                   |